# Faithless
A Faithless egy brit elektronikus zenei együttes Londonból, ami 1995-ben alakult. A zenekar ismertebb számai közé tartozik a Salva Mea, az Insomnia, a God is a DJ és a We Come 1. A zenekar 2011-ben jelentette be feloszlását, de később 2015-ben újraalakult a korábbi tagokkal.

## Tagok
- Maxwell Fraser, művésznevén Maxi Jazz
- Ayalah Deborah Bentovim, művésznevén Sister Bliss
- Rowland Constantine O'Malley Armstrong, művésznevén Rollo

### Korábbi tagok
- James David Catto (1995–1999)
- Aubrey Nunn (1995–2006)

## Diszkográfia

### Stúdióalbumok
- Reverence (1996)
- Sunday 8PM (1998)
- Outrospective (2001)
- No Roots (2004)
- To All New Arrivals (2006)
- The Dance (2010)

### Válogatásalbumok
- Back to Mine (2000)
- The Bedroom Sessions (2001)
- Forever Faithless – The Greatest Hits (2005)
- Renaissance 3D (2006)
- Insomnia: The Best Of (2009)

### Kislemezek
- Salva Mea (1995)
- Insomnia (1995)
- Reverence (1997)
- Don't Leave (1997)
- God Is a DJ (1998)
- Take the Long Way Home (1998)
- Bring My Family Back (1999)
- We Come 1 (2001)
- Muhammad Ali (2001)
- Tarantula (2001)
- One Step Too Far (2002)
- Mass Destruction (2004)
- I Want More (2004)
- Miss U Less, See U More (2004)
- Why Go? (2005)
- Insomnia (2005)
- Bombs (2006)
- Music Matters (2007)
- A Kind of Peace (2007)
- Sun to Me (2010)
- Not Going Home (2010)
- Tweak Your Nipple (2010)
- Feelin' Good (2010)
- Insomnia 2.0 (2015)